# 상북초등학교 (창원시 마산합포구)
상북초등학교는 대한민국 경상남도 창원시 마산합포구 진북면 추곡1길 13 (추곡리)에 있었던 초등학교이다.

## 연혁
- 1937년 7월 6일 진북공립보통학교 부설 상북간이학교 설립인가
- 1941년 4월 1일 상북공립국민학교로 인가
- 1995년 1월 1일 마산시교육청으로 편입
- 1996년 3월 1일 상북초등학교로 교명 변경
- 1999년 9월 1일 폐교(진동초등학교로 통폐합)